# Старый Олов
Старый Олов — село в Чернышевском районе Забайкальского края России. Административный центр и единственный населенный пункт сельского поселения «Старооловское».

## География
Находится в юго-западной части района на расстоянии примерно 23 километров (по прямой) на запад-юго-запад от поселка Чернышевск.

## Климат
Климат резко континентальный. Ср. температура в июле +16…+20 °С (максимальная +37 °С), в янв. −26… −30 °С (абс. минимум −57 °С). Осадков выпадает 300—350 мм/год. Вегетационный период продолжается от 130 до 150 дней.
Часовой пояс
Село Старый Олов находится в часовой зоне МСК+6. Смещение применяемого времени относительно UTC составляет +9:00.

## История
Основано в середине XVIII века крестьянами. В казачье сословие по военной реформе 1851 крестьяне села не были переведены из-за малых земельных наделов, не позволяющих иметь все необходимое для службы казака. В период советской власти работали колхозы «Путь бедноты», им. Ф. А. Погодаева, совхоз «Оловский» (Правопреемник ТОО «Северное», позже СПК "Северный).

## Население
Постоянное население составляло 1030 человек в 2002 году (русские 99 %), 853 человека в 2010 году.

## Инфраструктура
Имеется средняя школа, фельдшерско-акушерский пункт, дом культуры и библиотека.